# Franz Lumpp
Franz Lumpp (* 3. März 1821 in Tiengen; † 3. März 1913 in Bruchsal; katholisch) war ein seit 1852 im badischen Staatsdienst stehender Jurist und Amtsvorstand, vergleichbar mit einem heutigen Landrat.

## Familie
Franz Lumpp war der Sohn des Franz Lumpp († 1833), Großherzoglicher Obereinnehmer aus Staufen. Er heiratete 1859 Maria geborene Nopp, Tochter des Kaufmanns Joseph Nopp aus Philippsburg. Aus dieser Ehe entstammt ein Sohn.

## Ausbildung
Franz Lumpp studierte nach dem bestandenen Abitur am Lyzeum Rastatt ab dem Wintersemester 1840/41 bis zum Sommersemester 1843 Rechtswissenschaften an der Universität Freiburg. Danach wechselte er zur Universität Heidelberg, wo er im Sommer 1844 sein Studium abschloss. Als Rechtspraktikant absolvierte er folgende Stationen: 1844 beim Hofgericht des Oberrheinkreises in Freiburg im Breisgau, 1848 beim Bezirksamt Lörrach, 1849 beim Bezirksamt Hüfingen und beim Bezirksamt Breisach.

## Politische Betätigung
Am 5. Mai 1850 wurde gegen Lumpp ein Untersuchungsverfahren eingeleitet wegen der Teilnahme an der Revolution 1848/49. Der Prozess vor dem Hofgericht des Seekreises in Konstanz endete mit einem Freispruch für Lumpp. Jedoch erhielt er Berufsverbot im Staatsdienst bis zum Januar 1852. Während dieser Suspension arbeitete er als Aushilfe  beim Advokat Busch in Karlsruhe. Ab dem 24. Februar 1852 konnte er seine Ausbildung als Rechtspraktikant beim Oberamt Lahr, beim Oberamt Bruchsal und beim Bezirksamt Gernsbach fortsetzen.

## Laufbahn
- 19. März 1855 im Sekretariat des Hofgerichts des Mittelrheinkreises in Bruchsal
- 20. Juni 1856 Praktikant bei der Justizverwaltung des Bezirksamtes Philippsburg und danach beim Bezirksamt Bretten
- Nach gescheiterten Bewerbungen um eine Amtsrichterstelle bei den neugeschaffenen Amtsgerichten, wurde er im Dezember 1858 Hofgerichtssekretär beim Hofgericht in Bruchsal.
- 21. Juli 1860 Amtsrichter beim Amtsgericht Kehl
- 19. Mai 1862 Amtmann und Amtsvorstand beim Bezirksamt Buchen und dort am 24. Dezember 1864 zum Oberamtmann befördert
- 8. Oktober 1866 Amtsvorstand beim Bezirksamt Ettlingen
- 1871 Bewerbung um eine Kollegiatstelle beim Verwaltungshof in Karlsruhe scheitert
- 27. Januar 1886 Amtsvorstand beim Bezirksamt Durlach und dort am 1. August 1888 zum Geheimen Regierungsrat ernannt und gleichzeitig in den Ruhestand versetzt

## Auszeichnungen
- 1877 Ritterkreuz 1. Klasse des Zähringer Löwen-Ordens
- 1877 Preußischer Kronen-Orden 3. Klasse